# Parc national Kaboré-Tambi
Le parc national Kaboré-Tambi (PNKT) est un parc national du Burkina Faso créé en 1976. Il est situé dans les provinces de Bazèga, Nahouri, Ziro et Zoundwéogo.

## Géographie
S'étendant sur 2 427 km2 de territoires protégés, le parc est situé au milieu de trois villes importantes : Pô au sud, Manga à l'est et Sapouy à l'ouest. Il est traversé au nord-ouest par la route nationale 6 et au sud-est par la route nationale 5.

## Historique
Le parc s'appelait à l'origine parc national du Pô ; il a été renommé en hommage à un garde du parc, Kaboré Tambi, assassiné par des braconniers en 1991.
Le site est géré par la Direction de la Faune et des Chasses. 

## Faune et flore
La flore du Parc est constituée essentiellement d'espèces soudano-zambéziennes qui se sont adaptées au climat sub-sahélien, caractérisé par une seule saison des pluies. 212 espèces ont été recensées dans les différents types de savane présents.

La faune comprend antilopes, éléphants, singes, chacals, mangoustes, genettes, hyènes, phacochères etc., ainsi qu'un nombre élevé d'oiseaux, de reptiles (par ex. crocodiles et varans) et de poissons .

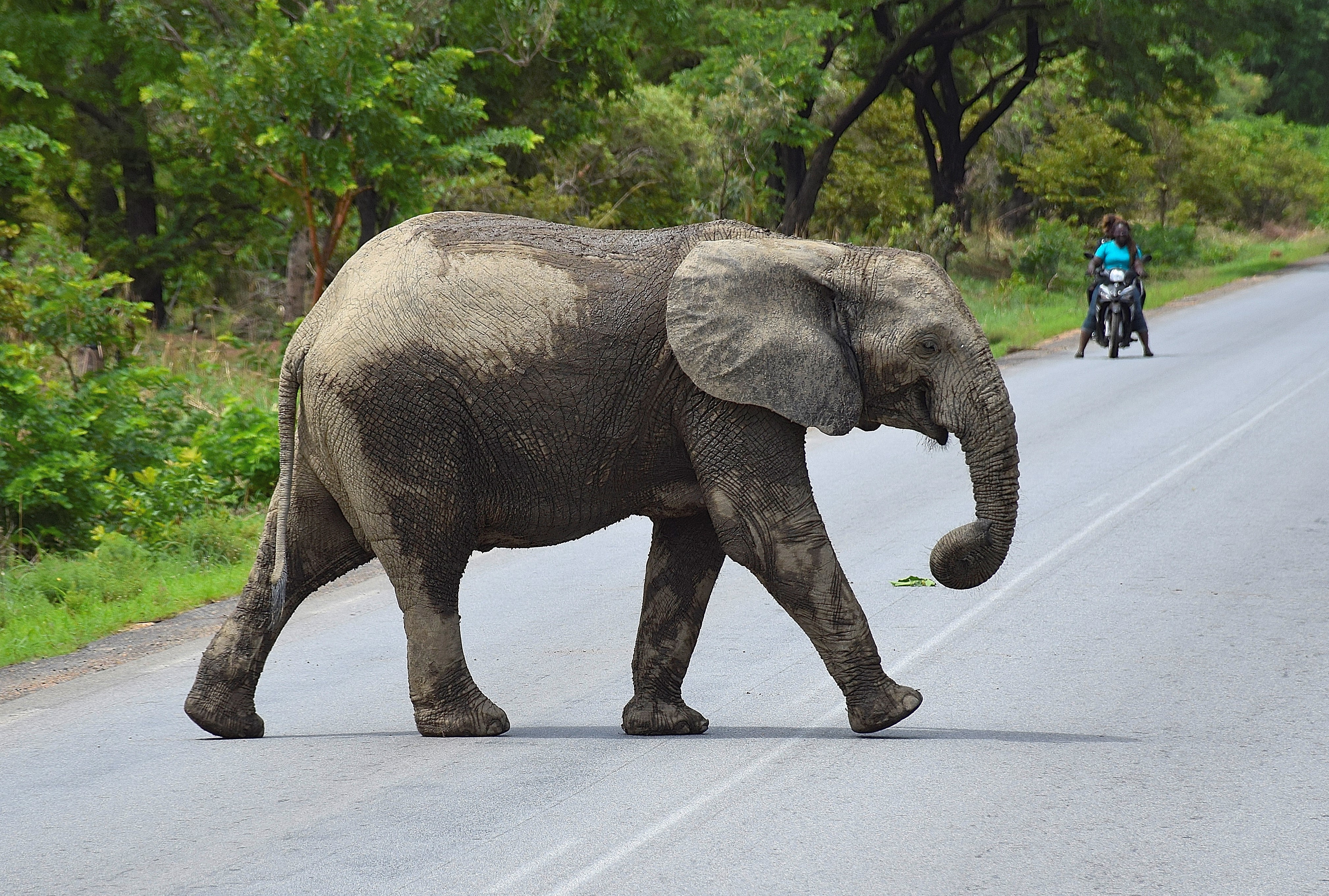
Demarche du pachyderme